# Coppa Italia Serie C 2000-2001
La Coppa Italia di Serie C 2000-2001 è stata la ventesima edizione di quella che oggi si chiama Coppa Italia Lega Pro. Il vincitore è stato il Prato che si è aggiudicato il trofeo per la sua prima volta nella storia battendo il Lumezzane nella finale a doppia sfida.

## La formula
Vengono ammesse alla competizione tutte le squadre che risultano regolarmente iscritte ad un campionato di Serie C.
- Fase eliminatoria a gironi: vi partecipano le 80 squadre di Lega Pro Prima Divisione (ex Serie C1) e Lega Pro Seconda Divisione (ex Serie C2). Sono escluse da questa prima fase le 4 squadre retrocesse dalla B e le 6 che hanno perso i playoff (impegnate nella Coppa Italia di A e B. Le 80 squadre sono suddivise in 16 gironi di cinque squadre ciascuna. Si giocano partite di sola andata e vengono ammesse al turno successivo le prime classificate di ogni girone e le 6 migliori seconde.
- Fase ad eliminazione diretta: le 22 squadre qualificate e le 10 squadre esentate dalla prima fase (Alzano Virescit, Ascoli, Avellino, Brescello, Cesena, Fermana, Pisa, Savoia, Varese, Viterbese) si affrontano con il criterio della doppia gara (andata e ritorno) con i canonici criteri per la determinazione della squadra vincente alla fine del doppio scontro, per dar vita, via via a sedicesimi, ottavi, quarti e semifinali, quindi le due finali.

## Fase eliminatoria a gironi

### Girone A
| Squadra         | P.ti | G | V | N | P | GF | GS | DR |
| --------------- | ---- | - | - | - | - | -- | -- | -- |
| 1. Pro Vercelli | 8    | 4 | 2 | 2 | 0 | 4  | 1  | +3 |
| 2. Alessandria  | 7    | 4 | 2 | 1 | 1 | 7  | 3  | +4 |
| 3. Biellese     | 5    | 4 | 1 | 2 | 1 | 2  | 2  | 0  |
| 4. Novara       | 4    | 4 | 1 | 1 | 2 | 2  | 5  | -3 |
| 5. Moncalieri   | 2    | 4 | 0 | 2 | 2 | 3  | 7  | -4 |

| Biella 17 agosto 2000, ore 20:30 CEST 1ª giornata | Biellese         | 0 – 1 | Novara | Stadio Lamarmora\| Arbitro: \| Pinazzi (Torino) \| |
| Arbitro:                                          | Pinazzi (Torino) |       |        |                                                    |

| Vercelli 17 agosto 2000, ore 20:30 CEST 1ª giornata | Pro Vercelli          | 3 – 1 | Moncalieri | Stadio Silvio Piola\| Arbitro: \| Santoro (Domodossola) \| |
| Arbitro:                                            | Santoro (Domodossola) |       |            |                                                            |

| Novara 20 agosto 2000, ore 17:00 CEST 2ª giornata | Novara              | 0 – 1 | Pro Vercelli | Stadio Silvio Piola\| Arbitro: \| Mazzoleni (Bergamo) \| |
| Arbitro:                                          | Mazzoleni (Bergamo) |       |              |                                                          |

| Moncalieri 20 agosto 2000, ore 17:00 CEST 2ª giornata | Moncalieri        | 1 – 3 | Alessandria | Stadio Testona\| Arbitro: \| Valensin (Milano) \| |
| Arbitro:                                              | Valensin (Milano) |       |             |                                                   |

| Alessandria 23 agosto 2000, ore 20:30 CEST 3ª giornata | Alessandria         | 3 – 0 | Novara | Stadio Giuseppe Moccagatta\| Arbitro: \| Vicinanza (Albenga) \| |
| Arbitro:                                               | Vicinanza (Albenga) |       |        |                                                                 |

| Vercelli 23 agosto 2000, ore 20:30 CEST 3ª giornata | Pro Vercelli  | 0 – 0 | Biellese | Stadio Silvio Piola\| Arbitro: \| Lops (Torino) \| |
| Arbitro:                                            | Lops (Torino) |       |          |                                                    |

| Biella 27 agosto 2000, ore 20:30 CEST 4ª giornata | Biellese            | 2 – 1 | Alessandria | Stadio Lamarmora\| Arbitro: \| Giachero (Pinerolo) \| |
| Arbitro:                                          | Giachero (Pinerolo) |       |             |                                                       |

| Novara 27 agosto 2000, ore 17:00 CEST 4ª giornata | Novara            | 1 – 1 | Moncalieri | Stadio Silvio Piola\| Arbitro: \| Bergonzi (Genova) \| |
| Arbitro:                                          | Bergonzi (Genova) |       |            |                                                        |

| Alessandria 30 agosto 2000, ore 20:30 CEST 5ª giornata | Alessandria         | 0 – 0 | Pro Vercelli | Stadio Giuseppe Moccagatta\| Arbitro: \| De Marco (Chiavari) \| |
| Arbitro:                                               | De Marco (Chiavari) |       |              |                                                                 |

| Moncalieri 30 agosto 2000, ore 20:30 CEST 5ª giornata | Moncalieri         | 0 – 0 | Biellese | Stadio Testona\| Arbitro: \| Cigalotti (Milano) \| |
| Arbitro:                                              | Cigalotti (Milano) |       |          |                                                    |

### Girone B
| Squadra       | P.ti | G | V | N | P | GF | GS | DR |
| ------------- | ---- | - | - | - | - | -- | -- | -- |
| 1. Legnano    | 10   | 4 | 3 | 1 | 0 | 5  | 1  | +4 |
| 2. Pro Patria | 6    | 4 | 1 | 3 | 0 | 3  | 1  | +2 |
| 3. Pro Sesto  | 6    | 4 | 2 | 2 | 0 | 5  | 5  | 0  |
| 4. Como       | 4    | 4 | 1 | 1 | 2 | 3  | 5  | -2 |
| 5. Lecco      | 1    | 4 | 0 | 1 | 3 | 3  | 6  | -3 |

| Arbitro: | Belloli (Bergamo) |

|                     |           |  |
| Ferrigno 26’ (rig.) | Marcatori |  |

| Busto Arsizio 17 agosto 2000, ore 17:00 CEST 1ª giornata | Pro Patria          | 0 – 0 | Legnano | Stadio Carlo Speroni\| Arbitro: \| Cavallaro (Legnago) \| |
| Arbitro:                                                 | Cavallaro (Legnago) |       |         |                                                           |

| Arbitro: | Lops (Torino) |

|               |           |             |
| Tagliani 90+4 | Marcatori | 69’ Porfido |

| Arbitro: | Giachero (Pinerolo) |

|                                   |           |           |
| Rubino 15’ Maiolo 24’, 41’ (rig.) | Marcatori | 80’ Centi |

| Arbitro: | Liberti (Genova) |

|                          |           |  |
| Buzzetti 47’ E. Sala 88’ | Marcatori |  |

| Arbitro: | Amato (Castellammare di Stabia) |

|                               |           |  |
| Porfido 71’ Bugiolacchi 90+4’ | Marcatori |  |

| Como 27 agosto 2000, ore 17:00 CEST 4ª giornata | Como                   | 0 – 0 | Pro Patria | Stadio Giuseppe Sinigaglia\| Arbitro: \| M. Mazzoleni (Bergamo) \| |
| Arbitro:                                        | M. Mazzoleni (Bergamo) |       |            |                                                                    |

| Arbitro: | P.S. Mazzoleni (Bergamo) |

|  |           |             |
|  | Marcatori | 40’ Livieri |

| Arbitro: | Cuttica (Alessandria) |

|             |           |                       |
| Rizzolo 52’ | Marcatori | 53’ Donghi 90+2’ Meda |

| Arbitro: | Santoro (Domodossola) |

|                          |           |               |
| Landonio 36’ E. Sala 44’ | Marcatori | 70’ Carruezzo |

### Girone C
| Squadra                | P.ti | G | V | N | P | GF | GS | DR |
| ---------------------- | ---- | - | - | - | - | -- | -- | -- |
| 1. Montichiari         | 9    | 4 | 3 | 0 | 1 | 8  | 3  | +5 |
| 2. Lumezzane           | 9    | 4 | 3 | 0 | 1 | 8  | 3  | +5 |
| 3. AlbinoLeffe         | 6    | 4 | 2 | 0 | 2 | 3  | 5  | -2 |
| 4. Südtirol-Alto Adige | 4    | 4 | 1 | 1 | 2 | 7  | 9  | -2 |
| 5. Meda                | 1    | 4 | 0 | 1 | 3 | 3  | 9  | -6 |

| Leffe 17 agosto 2000, ore 17:00 CEST 1ª giornata | AlbinoLeffe       | 1 – 2 | Montichiari | Stadio Carlo Martinelli\| Arbitro: \| Tonolini (Milano) \| |
| Arbitro:                                         | Tonolini (Milano) |       |             |                                                            |

| Lumezzane 17 agosto 2000, ore 20:30 CEST 1ª giornata | Lumezzane         | 4 – 1 | Meda | Nuovo Stadio Comunale\| Arbitro: \| Masiero (Venezia) \| |
| Arbitro:                                             | Masiero (Venezia) |       |      |                                                          |

| Meda 20 agosto 2000, ore 20:30 CEST 2ª giornata | Meda                | 0 – 1 | AlbinoLeffe | Stadio Città di Meda\| Arbitro: \| P. Rocchi (Orvieto) \| |
| Arbitro:                                        | P. Rocchi (Orvieto) |       |             |                                                           |

| Bolzano 20 agosto 2000, ore 20:30 CEST 2ª giornata | Südtirol-Alto Adige         | 1 – 3 | Lumezzane | Stadio Druso\| Arbitro: \| Girardi (San Donà di Piave) \| |
| Arbitro:                                           | Girardi (San Donà di Piave) |       |           |                                                           |

| Leffe 23 agosto 2000, ore 17:00 CEST 3ª giornata | AlbinoLeffe         | 0 – 3 | Südtirol-Alto Adige | Stadio Carlo Martinelli\| Arbitro: \| Carrer (Conegliano) \| |
| Arbitro:                                         | Carrer (Conegliano) |       |                     |                                                              |

| Montichiari 23 agosto 2000, ore 17:00 CEST 3ª giornata | Montichiari        | 2 – 0 | Meda | Stadio Romeo Menti\| Arbitro: \| Mariuzzo (Venezia) \| |
| Arbitro:                                               | Mariuzzo (Venezia) |       |      |                                                        |

| Lumezzane 27 agosto 2000, ore 17:00 CEST 4ª giornata | Lumezzane           | 0 – 1 | AlbinoLeffe | Stadio Tullio Saleri\| Arbitro: \| Benedetti (Vicenza) \| |
| Arbitro:                                             | Benedetti (Vicenza) |       |             |                                                           |

| Bolzano 27 agosto 2000, ore 20:30 CEST 4ª giornata | Südtirol-Alto Adige | 1 – 4 | Montichiari | Stadio Druso\| Arbitro: \| Capozzi (Vicenza) \| |
| Arbitro:                                           | Capozzi (Vicenza)   |       |             |                                                 |

| Meda 30 agosto 2000, ore 17:00 CEST 5ª giornata | Meda             | 2 – 2 | Südtirol-Alto Adige | Stadio Città di Meda\| Arbitro: \| Finazzi (Torino) \| |
| Arbitro:                                        | Finazzi (Torino) |       |                     |                                                        |

| Montichiari 30 agosto 2000, ore 17:00 CEST 5ª giornata | Montichiari          | 0 – 1 | Lumezzane | Stadio Romeo Menti\| Arbitro: \| Padovan (Conegliano) \| |
| Arbitro:                                               | Padovan (Conegliano) |       |           |                                                          |

### Girone D
| Squadra         | P.ti | G | V | N | P | GF | GS | DR |
| --------------- | ---- | - | - | - | - | -- | -- | -- |
| 1. Mestre       | 10   | 4 | 3 | 1 | 0 | 9  | 1  | +8 |
| 2. SPAL         | 6    | 4 | 2 | 0 | 2 | 5  | 5  | +0 |
| 3. Triestina    | 5    | 4 | 1 | 2 | 1 | 7  | 6  | +1 |
| 4. Padova       | 5    | 4 | 1 | 2 | 1 | 4  | 7  | -3 |
| 5. Sandonà 1922 | 1    | 4 | 0 | 1 | 3 | 5  | 11 | -6 |

| Venezia 17 agosto 2000, ore 20:30 CEST 1ª giornata | Mestre            | 0 – 0 | Triestina | Stadio Francesco Baracca\| Arbitro: \| Capozzi (Vicenza) \| |
| Arbitro:                                           | Capozzi (Vicenza) |       |           |                                                             |

| San Donà di Piave 17 agosto 2000, ore 20:30 CEST 1ª giornata | San Donà       | 0 – 2 | SPAL | Stadio Verino Zanutto\| Arbitro: \| Zenere (Schio) \| |
| Arbitro:                                                     | Zenere (Schio) |       |      |                                                       |

| Ferrara 20 agosto 2000, ore 17:00 CEST 2ª giornata | SPAL                | 1 – 2 | Padova | Stadio Paolo Mazza\| Arbitro: \| Mazzoleni (Bergamo) \| |
| Arbitro:                                           | Mazzoleni (Bergamo) |       |        |                                                         |

| Trieste 20 agosto 2000, ore 20:30 CEST 2ª giornata | Triestina         | 5 – 3 | San Donà | Stadio Nereo Rocco\| Arbitro: \| Belloli (Bergamo) \| |
| Arbitro:                                           | Belloli (Bergamo) |       |          |                                                       |

| Padova 23 agosto 2000, ore 20:30 CEST 3ª giornata | Padova                   | 1 – 1 | Triestina | Stadio Euganeo\| Arbitro: \| Battistella (Conegliano) \| |
| Arbitro:                                          | Battistella (Conegliano) |       |           |                                                          |

| San Donà di Piave 23 agosto 2000, ore 20:30 CEST 3ª giornata | San Donà            | 1 – 3 | Mestre | Stadio Verino Zanutto\| Arbitro: \| Benedetti (Vicenza) \| |
| Arbitro:                                                     | Benedetti (Vicenza) |       |        |                                                            |

| Venezia 27 agosto 2000, ore 17:00 CEST 4ª giornata | Mestre         | 4 – 0 | Padova | Stadio Francesco Baracca\| Arbitro: \| Zenere (Schio) \| |
| Arbitro:                                           | Zenere (Schio) |       |        |                                                          |

| Trieste 27 agosto 2000, ore 20:30 CEST 4ª giornata | Triestina      | 1 – 2 | SPAL | Stadio Nereo Rocco\| Arbitro: \| Rombo (Verona) \| |
| Arbitro:                                           | Rombo (Verona) |       |      |                                                    |

| Padova 30 agosto 2000, ore 20:30 CEST 5ª giornata | Padova                          | 1 – 1 | San Donà | Stadio Euganeo\| Arbitro: \| Amato (Castellammare di Stabia) \| |
| Arbitro:                                          | Amato (Castellammare di Stabia) |       |          |                                                                 |

| Ferrara 30 agosto 2000, ore 17:00 CEST 5ª giornata | SPAL           | 0 – 2 | Mestre | Stadio Paolo Mazza\| Arbitro: \| Marti (Modena) \| |
| Arbitro:                                           | Marti (Modena) |       |        |                                                    |

### Girone E
| Squadra        | P.ti | G | V | N | P | GF | GS | DR |
| -------------- | ---- | - | - | - | - | -- | -- | -- |
| 1. Spezia      | 12   | 4 | 4 | 0 | 0 | 11 | 4  | +7 |
| 2. Carrarese   | 7    | 4 | 2 | 1 | 1 | 7  | 5  | +2 |
| 3. Cremonese   | 5    | 4 | 1 | 2 | 1 | 4  | 4  | +0 |
| 4. Mantova     | 3    | 4 | 1 | 0 | 3 | 6  | 8  | -2 |
| 5. Fiorenzuola | 1    | 4 | 0 | 1 | 3 | 0  | 7  | -7 |

| Fiorenzuola d'Arda 17 agosto 2000, ore 20:45 CEST 1ª giornata | Fiorenzuola        | 0 – 0 | Cremonese | Stadio comunale\| Arbitro: \| Cigalotti (Milano) \| |
| Arbitro:                                                      | Cigalotti (Milano) |       |           |                                                     |

| Arbitro: | Cuttica (Alessandria) |

|                                                                |           |                          |
| Roberto Chiappara 20’ Zaniolo 23’, 44’, 90+1’ Budel 66’ (rig.) | Marcatori | 16’ Pierotti 45’ Granozi |

| Carrara 20 agosto 2000, ore 20:45 CEST 2ª giornata | Carrarese        | 3 – 0 | Fiorenzuola | Stadio dei Marmi\| Arbitro: \| Tonin (Piombino) \| |
| Arbitro:                                           | Tonin (Piombino) |       |             |                                                    |

| Arbitro: | Zambon (Padova) |

|                  |           |                                          |
| Dellagiovanna 2’ | Marcatori | 16’ Fiori 62’ Agostini 66’ (rig.) Carlet |

| Cremona 23 agosto 2000, ore 18:00 CEST 3ª giornata | Cremonese          | 0 – 0 | Carrarese | Stadio Giovanni Zini\| Arbitro: \| P.C. Rossi (Forlì) \| |
| Arbitro:                                           | P.C. Rossi (Forlì) |       |           |                                                          |

| Fiorenzuola d'Arda 23 agosto 2000, ore 20:45 CEST 3ª giornata | Fiorenzuola    | 0 – 3 | Mantova | Stadio comunale\| Arbitro: \| Marti (Modena) \| |
| Arbitro:                                                      | Marti (Modena) |       |         |                                                 |

| Arbitro: | Marchesi (Bergamo) |

|                              |           |                                  |
| Lampugnani 22’ Antonioli 47’ | Marcatori | 12’ Salomone 41’ (rig.), 43’ Pau |

| Arbitro: | Niccolai (Livorno) |

|           |           |  |
| Zirafa 2’ | Marcatori |  |

| Carrara 30 agosto 2000, ore 17:00 CEST 5ª giornata | Carrarese          | 2 – 0 | Mantova | Stadio dei Marmi\| Arbitro: \| Ponzalli (Firenze) \| |
| Arbitro:                                           | Ponzalli (Firenze) |       |         |                                                      |

| Arbitro: | Tonolini (Milano) |

|           |           |                           |
| Zalla 52’ | Marcatori | 6’ Carlet 72’ Menolascina |

### Girone F
| Squadra              | P.ti | G | V | N | P | GF | GS | DR |
| -------------------- | ---- | - | - | - | - | -- | -- | -- |
| 1. Modena            | 12   | 4 | 4 | 0 | 0 | 11 | 3  | +8 |
| 2. Sassuolo          | 5    | 4 | 1 | 2 | 1 | 6  | 4  | +2 |
| 3. Imolese           | 5    | 4 | 1 | 2 | 1 | 3  | 4  | -1 |
| 4. Reggiana          | 3    | 4 | 0 | 3 | 1 | 4  | 5  | -1 |
| 5. Castel San Pietro | 1    | 4 | 0 | 1 | 3 | 3  | 11 | -8 |

| Castel San Pietro Terme 17 agosto 2000, ore 17:00 CEST 1ª giornata | Imolese        | 2 – 1 | Castel San Pietro | Stadio Comunale\| Arbitro: \| Rossi (Rimini) \| |
| Arbitro:                                                           | Rossi (Rimini) |       |                   |                                                 |

| Sassuolo 17 agosto 2000, ore 20:30 CEST 1ª giornata | Sassuolo        | 1 – 3 | Modena | Stadio Enzo Ricci\| Arbitro: \| Brighi (Cesena) \| |
| Arbitro:                                            | Brighi (Cesena) |       |        |                                                    |

| Castel San Pietro Terme 20 agosto 2000, ore 17:00 CEST 2ª giornata | Castel San Pietro | 1 – 1 | Reggiana | Stadio Comunale\| Arbitro: \| Rossi (Forlì) \| |
| Arbitro:                                                           | Rossi (Forlì)     |       |          |                                                |

| Modena 20 agosto 2000, ore 17:00 CEST 2ª giornata | Modena             | 2 – 0 | Imolese | Stadio Alberto Braglia\| Arbitro: \| Marchesi (Bergamo) \| |
| Arbitro:                                          | Marchesi (Bergamo) |       |         |                                                            |

| Imola 23 agosto 2000, ore 17:00 CEST 3ª giornata | Imolese            | 0 – 0 | Sassuolo | Stadio Romeo Galli\| Arbitro: \| Brunialti (Trento) \| |
| Arbitro:                                         | Brunialti (Trento) |       |          |                                                        |

| [[Reggio Emilia]] 23 agosto 2000, ore 21:00 CEST 3ª giornata | Reggiana       | 1 – 2 | Modena | Stadio Giglio\| Arbitro: \| Romeo (Verona) \| |
| Arbitro:                                                     | Romeo (Verona) |       |        |                                               |

| Modena 27 agosto 2000, ore 17:00 CEST 4ª giornata | Modena           | 4 – 1 | Castel San Pietro | Stadio Alberto Braglia\| Arbitro: \| Rocchi (Firenze) \| |
| Arbitro:                                          | Rocchi (Firenze) |       |                   |                                                          |

| Sassuolo 6 settembre 2000, ore 20:30 CEST 4ª giornata | Sassuolo             | 1 – 1 | Reggiana | Stadio Enzo Ricci\| Arbitro: \| Lambertini (Bologna) \| |
| Arbitro:                                              | Lambertini (Bologna) |       |          |                                                         |

| Castel San Pietro Terme 30 agosto 2000, ore 17:00 CEST 5ª giornata | Castel San Pietro   | 0 – 4 | Sassuolo | Stadio Comunale\| Arbitro: \| Cavallaro (Legnago) \| |
| Arbitro:                                                           | Cavallaro (Legnago) |       |          |                                                      |

| [[Reggio Emilia]] 30 agosto 2000, ore 16:00 CEST 5ª giornata | Reggiana          | 1 – 1 | Imolese | Stadio Giglio\| Arbitro: \| Capozzi (Vicenza) \| |
| Arbitro:                                                     | Capozzi (Vicenza) |       |         |                                                  |

### Girone G
| Squadra       | P.ti | G | V | N | P | GF | GS | DR |
| ------------- | ---- | - | - | - | - | -- | -- | -- |
| 1. Vis Pesaro | 12   | 4 | 4 | 0 | 0 | 12 | 4  | +8 |
| 2. San Marino | 5    | 4 | 1 | 2 | 1 | 3  | 4  | -1 |
| 3. Russi      | 4    | 4 | 1 | 1 | 2 | 6  | 8  | -2 |
| 4. Rimini     | 4    | 4 | 1 | 1 | 2 | 8  | 8  | +0 |
| 5. Faenza     | 2    | 4 | 0 | 2 | 2 | 1  | 6  | -5 |

| Serravalle 17 agosto 2000, ore 20:45 CEST 1ª giornata | San Marino        | 1 – 1 | Rimini | Stadio Olimpico di Serravalle\| Arbitro: \| Rizzoli (Bologna) \| |
| Arbitro:                                              | Rizzoli (Bologna) |       |        |                                                                  |

| Arbitro: | Nicoletti (Macerata) |

|                                       |           |  |
| Criniti 28’ Martini 89’ Gennari 90+1’ | Marcatori |  |

| Rimini 20 agosto 2000, ore 20:30 CEST 2ª giornata | Rimini               | 3 – 1 | Faenza | Stadio Romeo Neri\| Arbitro: \| Lambertini (Bologna) \| |
| Arbitro:                                          | Lambertini (Bologna) |       |        |                                                         |

| Serravalle 20 agosto 2000, ore 20:45 CEST 2ª giornata | San Marino    | 2 – 1 | Russi | Stadio Olimpico di Serravalle\| Arbitro: \| Cenni (Imola) \| |
| Arbitro:                                              | Cenni (Imola) |       |       |                                                              |

| Russi 23 agosto 2000, ore 20:30 CEST 3ª giornata | Russi            | 3 – 2 | Rimini | Stadio Bruno Bucci\| Arbitro: \| Rocchi (Orvieto) \| |
| Arbitro:                                         | Rocchi (Orvieto) |       |        |                                                      |

| Pesaro 23 agosto 2000, ore 18:00 CEST 3ª giornata | Vis Pesaro      | 2 – 0 | San Marino | Stadio Tonino Benelli\| Arbitro: \| Brighi (Cesena) \| |
| Arbitro:                                          | Brighi (Cesena) |       |            |                                                        |

| Faenza 27 agosto 2000, ore 20:30 CEST 4ª giornata | Faenza          | 0 – 0 | Russi | Stadio Bruno Neri\| Arbitro: \| Zambon (Padova) \| |
| Arbitro:                                          | Zambon (Padova) |       |       |                                                    |

| Rimini 27 agosto 2000, ore 18:00 CEST 4ª giornata | Rimini        | 2 – 3 | Vis Pesaro | Stadio Romeo Neri\| Arbitro: \| Cenni (Imola) \| |
| Arbitro:                                          | Cenni (Imola) |       |            |                                                  |

| Faenza 30 agosto 2000, ore 17:00 CEST 5ª giornata | Faenza                   | 0 – 0 | San Marino | Stadio Bruno Neri\| Arbitro: \| Battistella (Conegliano) \| |
| Arbitro:                                          | Battistella (Conegliano) |       |            |                                                             |

| Russi 30 agosto 2000, ore 17:00 CEST 5ª giornata | Russi             | 2 – 4 | Vis Pesaro | Stadio Bruno Bucci\| Arbitro: \| Rizzoli (Bologna) \| |
| Arbitro:                                         | Rizzoli (Bologna) |       |            |                                                       |

### Girone H
| Squadra        | P.ti | G | V | N | P | GF | GS | DR |
| -------------- | ---- | - | - | - | - | -- | -- | -- |
| 1. Lucchese    | 8    | 4 | 2 | 2 | 0 | 8  | 3  | +5 |
| 2. Livorno     | 8    | 4 | 2 | 2 | 0 | 8  | 4  | +4 |
| 3. Viareggio   | 5    | 4 | 1 | 2 | 1 | 3  | 3  | +0 |
| 4. Torres      | 3    | 4 | 1 | 0 | 3 | 3  | 8  | -5 |
| 5. Castelnuovo | 2    | 4 | 0 | 2 | 2 | 3  | 7  | -4 |

| Arbitro: | Valensin (Milano) |

|  |           |                           |
|  | Marcatori | 37’ Borneo 45+2’ Chiecchi |

| Viareggio 17 agosto 2000, ore 20:30 CEST 1ª giornata | Viareggio        | 1 – 1 | Castelnuovo | Stadio Torquato Bresciani\| Arbitro: \| Liberti (Genova) \| |
| Arbitro:                                             | Liberti (Genova) |       |             |                                                             |

| Viareggio 20 agosto 2000, ore 20:45 CEST 2ª giornata | Lucchese        | 0 – 0 | Viareggio | Stadio Torquato Bresciani\| Arbitro: \| Ioseffi (Siena) \| |
| Arbitro:                                             | Ioseffi (Siena) |       |           |                                                            |

| Castelnuovo di Garfagnana 20 agosto 2000, ore 21:00 CEST 2ª giornata | Castelnuovo        | 0 – 0 | Livorno | Stadio Alessio Nardini\| Arbitro: \| Ponzalli (Firenze) \| |
| Arbitro:                                                             | Ponzalli (Firenze) |       |         |                                                            |

| Castelnuovo di Garfagnana 23 agosto 2000, ore 17:30 CEST 3ª giornata | Castelnuovo     | 2 – 3 | Torres | Stadio Alessio Nardini\| Arbitro: \| Ioseffi (Siena) \| |
| Arbitro:                                                             | Ioseffi (Siena) |       |        |                                                         |

| Livorno 23 agosto 2000, ore 21:00 CEST 3ª giornata | Livorno               | 2 – 1 | Viareggio | Stadio Armando Picchi\| Arbitro: \| Ciancaleoni (Foligno) \| |
| Arbitro:                                           | Ciancaleoni (Foligno) |       |           |                                                              |

| Viareggio 27 agosto 2000, ore 17:00 CEST 4ª giornata | Lucchese            | 3 – 0 | Castelnuovo | Stadio Torquato Bresciani\| Arbitro: \| De Marco (Chiavari) \| |
| Arbitro:                                             | De Marco (Chiavari) |       |             |                                                                |

| Alghero 27 agosto 2000, ore 19:00 CEST 4ª giornata | Torres         | 0 – 3 | Livorno | Stadio Mariotti\| Arbitro: \| Palanca (Roma) \| |
| Arbitro:                                           | Palanca (Roma) |       |         |                                                 |

| Livorno 30 agosto 2000, ore 21:00 CEST 5ª giornata | Livorno             | 3 – 3 | Lucchese | Stadio Armando Picchi\| Arbitro: \| Vicinanza (Albenga) \| |
| Arbitro:                                           | Vicinanza (Albenga) |       |          |                                                            |

| Viareggio 30 agosto 2000, ore 20:30 CEST 5ª giornata | Viareggio        | 1 – 0 | Torres | Stadio Torquato Bresciani\| Arbitro: \| Rocchi (Firenze) \| |
| Arbitro:                                             | Rocchi (Firenze) |       |        |                                                             |

### Girone I
| Squadra          | P.ti | G | V | N | P | GF | GS | DR |
| ---------------- | ---- | - | - | - | - | -- | -- | -- |
| 1. Prato         | 9    | 4 | 3 | 0 | 1 | 8  | 5  | +3 |
| 2. Sangiovannese | 6    | 4 | 2 | 0 | 2 | 6  | 6  | +0 |
| 3. Arezzo        | 5    | 4 | 1 | 2 | 1 | 2  | 3  | -1 |
| 4. Montevarchi   | 4    | 4 | 1 | 1 | 2 | 4  | 4  | +0 |
| 5. Rondinella    | 4    | 4 | 1 | 1 | 2 | 4  | 6  | -2 |

| Arezzo 17 agosto 2000, ore 21:00 CEST 1ª giornata | Arezzo         | 1 – 1 | Montevarchi | Stadio Comunale\| Arbitro: \| Palanca (Roma) \| |
| Arbitro:                                          | Palanca (Roma) |       |             |                                                 |

| Firenze 17 agosto 2000, ore 17:00 CEST 1ª giornata | Rondinella      | 1 – 2 | Sangiovannese | Stadio comunale Gino Bozzi\| Arbitro: \| Banti (Livorno) \| |
| Arbitro:                                           | Banti (Livorno) |       |               |                                                             |

| Montevarchi 20 agosto 2000, ore 21:00 CEST 2ª giornata | Montevarchi        | 3 – 1 | Rondinella | Stadio Gastone Brilli Peri\| Arbitro: \| Niccolai (Livorno) \| |
| Arbitro:                                               | Niccolai (Livorno) |       |            |                                                                |

| Prato 20 agosto 2000, ore 20:30 CEST 2ª giornata | Prato             | 2 – 0 | Arezzo | Stadio Lungobisenzio\| Arbitro: \| Rizzoli (Bologna) \| |
| Arbitro:                                         | Rizzoli (Bologna) |       |        |                                                         |

| Firenze 23 agosto 2000, ore 17:00 CEST 3ª giornata | Rondinella        | 2 – 1 | Prato | Stadio comunale Gino Bozzi\| Arbitro: \| Bergonzi (Genova) \| |
| Arbitro:                                           | Bergonzi (Genova) |       |       |                                                               |

| San Giovanni Valdarno 23 agosto 2000, ore 20:30 CEST 3ª giornata | Sangiovannese   | 1 – 0 | Montevarchi | Stadio Virgilio Fedini\| Arbitro: \| Bianchi (Lucca) \| |
| Arbitro:                                                         | Bianchi (Lucca) |       |             |                                                         |

| Arezzo 27 agosto 2000, ore 21:00 CEST 4ª giornata | Arezzo          | 0 – 0 | Rondinella | Stadio Comunale\| Arbitro: \| Bianchi (Lucca) \| |
| Arbitro:                                          | Bianchi (Lucca) |       |            |                                                  |

| Prato 27 agosto 2000, ore 20:30 CEST 4ª giornata | Prato         | 4 – 3 | Sangiovannese | Stadio Lungobisenzio\| Arbitro: \| Ciampi (Pisa) \| |
| Arbitro:                                         | Ciampi (Pisa) |       |               |                                                     |

| Montevarchi 30 agosto 2000, ore 21:00 CEST 5ª giornata | Montevarchi     | 0 – 1 | Prato | Stadio Gastone Brilli Peri\| Arbitro: \| Banti (Livorno) \| |
| Arbitro:                                               | Banti (Livorno) |       |       |                                                             |

| San Giovanni Valdarno 30 agosto 2000, ore 21:00 CEST 5ª giornata | Sangiovannese   | 0 – 1 | Arezzo | Stadio Virgilio Fedini\| Arbitro: \| Micoli (Tivoli) \| |
| Arbitro:                                                         | Micoli (Tivoli) |       |        |                                                         |

### Girone L
| Squadra       | P.ti | G | V | N | P | GF | GS | DR |
| ------------- | ---- | - | - | - | - | -- | -- | -- |
| 1. Gubbio     | 8    | 4 | 2 | 2 | 0 | 8  | 5  | +3 |
| 2. Giulianova | 8    | 4 | 2 | 2 | 0 | 3  | 1  | +2 |
| 3. Gualdo     | 6    | 4 | 1 | 3 | 0 | 3  | 2  | +1 |
| 4. Teramo     | 2    | 4 | 0 | 2 | 2 | 4  | 6  | -2 |
| 5. Maceratese | 1    | 4 | 0 | 1 | 3 | 2  | 6  | -4 |

| Gualdo Tadino 17 agosto 2000, ore 20:30 CEST 1ª giornata | Gualdo           | 0 – 0 | Giulianova | Stadio Carlo Angelo Luzi\| Arbitro: \| Rocchi (Firenze) \| |
| Arbitro:                                                 | Rocchi (Firenze) |       |            |                                                            |

| Arbitro: | Ciampi (Pisa) |

|                                             |           |                             |
| Panisson 1’, 50’ Cornacchini 7’, 43’ (rig.) | Marcatori | 51’ Padolecchia 66’ Di Toro |

| Macerata 20 agosto 2000, ore 20:30 CEST 2ª giornata | Maceratese          | 0 – 1 | Gualdo | Stadio Helvia Recina\| Arbitro: \| Lombardi (Lanciano) \| |
| Arbitro:                                            | Lombardi (Lanciano) |       |        |                                                           |

| Teramo 20 agosto 2000, ore 20:30 CEST 2ª giornata | Teramo             | 2 – 3 | Gubbio | Stadio comunale di Teramo\| Arbitro: \| Barbalich (Pesaro) \| |
| Arbitro:                                          | Barbalich (Pesaro) |       |        |                                                               |

| Giulianova 23 agosto 2000, ore 20:30 CEST 3ª giornata | Giulianova      | 1 – 0 | Maceratese | Stadio Rubens Fadini\| Arbitro: \| Micoli (Tivoli) \| |
| Arbitro:                                              | Micoli (Tivoli) |       |            |                                                       |

| Gualdo Tadino 23 agosto 2000, ore 20:30 CEST 3ª giornata | Gualdo                | 1 – 1 | Teramo | Stadio Carlo Angelo Luzi\| Arbitro: \| Sacco (Civitavecchia) \| |
| Arbitro:                                                 | Sacco (Civitavecchia) |       |        |                                                                 |

| Gubbio 27 agosto 2000, ore 17:30 CEST 4ª giornata | Gubbio         | 1 – 1 | Gualdo | Stadio Pietro Barbetti\| Arbitro: \| Rossi (Rimini) \| |
| Arbitro:                                          | Rossi (Rimini) |       |        |                                                        |

| Teramo 27 agosto 2000, ore 20:30 CEST 4ª giornata | Teramo            | 1 – 2 | Giulianova | Stadio comunale di Teramo\| Arbitro: \| Cruciani (Pesaro) \| |
| Arbitro:                                          | Cruciani (Pesaro) |       |            |                                                              |

| Giulianova 30 agosto 2000, ore 17:00 CEST 5ª giornata | Giulianova     | 0 – 0 | Gubbio | Stadio Rubens Fadini\| Arbitro: \| Palanca (Roma) \| |
| Arbitro:                                              | Palanca (Roma) |       |        |                                                      |

| Macerata 30 agosto 2000, ore 17:00 CEST 5ª giornata | Maceratese     | 0 – 0 | Teramo | Stadio Helvia Recina\| Arbitro: \| Rossi (Rimini) \| |
| Arbitro:                                            | Rossi (Rimini) |       |        |                                                      |

### Girone M
| Squadra      | P.ti | G | V | N | P | GF | GS | DR |
| ------------ | ---- | - | - | - | - | -- | -- | -- |
| 1. Lodigiani | 7    | 4 | 2 | 1 | 1 | 6  | 5  | +1 |
| 2. Chieti    | 7    | 4 | 2 | 1 | 1 | 5  | 4  | +1 |
| 3. Lanciano  | 5    | 4 | 1 | 2 | 1 | 3  | 3  | +0 |
| 4. Sora      | 4    | 4 | 1 | 1 | 2 | 2  | 3  | -1 |
| 5. L'Aquila  | 3    | 4 | 0 | 3 | 1 | 7  | 8  | -1 |

| Chieti 17 agosto 2000, ore 17:00 CEST 1ª giornata | Chieti            | 2 – 0 | Lanciano | Stadio Guido Angelini\| Arbitro: \| Cruciani (Pesaro) \| |
| Arbitro:                                          | Cruciani (Pesaro) |       |          |                                                          |

| Arbitro: | Ardito (Bari) |

|                                                 |           |                                               |
| Gori 12’ Manca 40’, 50’ De Cecco 43’ Lucidi 73’ | Marcatori | 70’, 87’ Battaglia 86’ De Nicola 89’ Cecchini |

| Chieti 20 agosto 2000, ore 17:00 CEST 2ª giornata | Chieti                | 1 – 0 | Lodigiani | Stadio Guido Angelini\| Arbitro: \| Ciancaleoni (Foligno) \| |
| Arbitro:                                          | Ciancaleoni (Foligno) |       |           |                                                              |

| Sora 20 agosto 2000, ore 20:30 CEST 2ª giornata | Sora                  | 0 – 0 | L'Aquila | Stadio Claudio Tomei\| Arbitro: \| Sacco (Civitavecchia) \| |
| Arbitro:                                        | Sacco (Civitavecchia) |       |          |                                                             |

| L'Aquila 23 agosto 2000, ore 17:00 CEST 3ª giornata | L'Aquila         | 1 – 1 | Lanciano | Stadio Tommaso Fattori\| Arbitro: \| Tonin (Piombino) \| |
| Arbitro:                                            | Tonin (Piombino) |       |          |                                                          |

| Roma 23 agosto 2000, ore 17:00 CEST 3ª giornata | Lodigiani           | 1 – 0 | Sora | Stadio Tre Fontane\| Arbitro: \| Angrisani (Salerno) \| |
| Arbitro:                                        | Angrisani (Salerno) |       |      |                                                         |

| Lanciano 27 agosto 2000, ore 17:00 CEST 4ª giornata | Lanciano             | 0 – 0 | Lodigiani | Stadio Guido Biondi\| Arbitro: \| Nicoletti (Macerata) \| |
| Arbitro:                                            | Nicoletti (Macerata) |       |           |                                                           |

| Sora 27 agosto 2000, ore 20:30 CEST 4ª giornata | Sora           | 2 – 0 | Chieti | Stadio Claudio Tomei\| Arbitro: \| Nappi (Napoli) \| |
| Arbitro:                                        | Nappi (Napoli) |       |        |                                                      |

| Lanciano 30 agosto 2000, ore 17:00 CEST 5ª giornata | Lanciano           | 2 – 0 | Sora | Stadio Guido Biondi\| Arbitro: \| Barbalich (Pesaro) \| |
| Arbitro:                                            | Barbalich (Pesaro) |       |      |                                                         |

| L'Aquila 30 agosto 2000, ore 17:00 CEST 5ª giornata | L'Aquila            | 2 – 2 | Chieti | Stadio Tommaso Fattori\| Arbitro: \| Angrisani (Salerno) \| |
| Arbitro:                                            | Angrisani (Salerno) |       |        |                                                             |

### Girone N
| Squadra             | P.ti | G | V | N | P | GF | GS | DR |
| ------------------- | ---- | - | - | - | - | -- | -- | -- |
| 1. Campobasso       | 9    | 4 | 3 | 0 | 1 | 6  | 3  | +3 |
| 2. Benevento        | 8    | 4 | 2 | 2 | 0 | 7  | 4  | +3 |
| 3. Castel di Sangro | 5    | 4 | 1 | 2 | 1 | 4  | 3  | +1 |
| 4. Giugliano        | 4    | 4 | 1 | 1 | 2 | 7  | 8  | -1 |
| 5. Puteolana        | 1    | 4 | 0 | 1 | 3 | 1  | 7  | -6 |

| Arbitro: | Di Renzo (Ostia) |

|                        |           |  |
| Corona 48’ Moretti 83’ | Marcatori |  |

| Arbitro: | Marino (Trento) |

|               |           |                      |
| Rosamilia 85’ | Marcatori | 60’ (rig.) Gerundini |

| Giugliano in Campania 20 agosto 2000, ore 17:00 CEST 2ª giornata | Giugliano           | 2 – 0 | Puteolana | Stadio Alberto De Cristofaro\| Arbitro: \| Angrisani (Salerno) \| |
| Arbitro:                                                         | Angrisani (Salerno) |       |           |                                                                   |

| Castel di Sangro 20 agosto 2000, ore 17:00 CEST 2ª giornata | Castel di Sangro | 0 – 0 | Sporting Benevento | Stadio Teofilo Patini\| Arbitro: \| Ardito (Bari) \| |
| Arbitro:                                                    | Ardito (Bari)    |       |                    |                                                      |

| Arbitro: | Ferrari (Roma) |

|             |           |                           |
| Artiaco 75’ | Marcatori | 38’ Bello 57’ Balestrieri |

| Aversa 23 agosto 2000, ore 20:30 CEST 3ª giornata | Puteolana              | 0 – 0 | Sporting Benevento | Stadio Comunale di Lusciano\| Arbitro: \| Evangelista (Avellino) \| |
| Arbitro:                                          | Evangelista (Avellino) |       |                    |                                                                     |

| Benevento 27 agosto 2000, ore 20:30 CEST 4ª giornata | Sporting Benevento | 5 – 3 | Giugliano | Stadio Santa Colomba\| Arbitro: \| Rubino (Salerno) \| |
| Arbitro:                                             | Rubino (Salerno)   |       |           |                                                        |

| Arbitro: | Evangelista (Avellino) |

|              |           |  |
| Lo Pinto 33’ | Marcatori |  |

| Arbitro: | Carlucci (Molfetta) |

|                          |           |           |
| De Angelis 66’ Aruta 82’ | Marcatori | 35’ Righi |

| Pozzuoli 30 agosto 2000, ore 17:00 CEST 5ª giornata | Puteolana           | 1 – 3 | Castel di Sangro | Stadio Domenico Conte\| Arbitro: \| Siragusa (Acireale) \| |
| Arbitro:                                            | Siragusa (Acireale) |       |                  |                                                            |

### Girone O
| Squadra           | P.ti | G | V | N | P | GF | GS | DR |
| ----------------- | ---- | - | - | - | - | -- | -- | -- |
| 1. Cavese         | 10   | 4 | 3 | 1 | 0 | 6  | 2  | +4 |
| 2. Sant'Anastasia | 9    | 4 | 3 | 0 | 1 | 7  | 3  | +4 |
| 3. Foggia         | 4    | 4 | 1 | 1 | 2 | 4  | 5  | -1 |
| 4. Fidelis Andria | 3    | 4 | 0 | 3 | 1 | 3  | 6  | -3 |
| 5. Juve Stabia    | 1    | 4 | 0 | 1 | 3 | 1  | 5  | -4 |

| Arbitro: | Latella (Potenza) |

|                     |           |                     |
| Molino 45+1’ (rig.) | Marcatori | 55’ (rig.) Pizzulli |

| Arbitro: | Micoli (Tivoli) |

|  |           |             |
|  | Marcatori | 37’ Caliano |

| Cava de' Tirreni 20 agosto 2000, ore 20:45 CEST 2ª giornata | Cavese         | 3 – 1 | Foggia | Stadio Simonetta Lamberti\| Arbitro: \| Nappi (Napoli) \| |
| Arbitro:                                                    | Nappi (Napoli) |       |        |                                                           |

| Sant'Anastasia 20 agosto 2000, ore 17:00 CEST 2ª giornata | Sant'Anastasia              | 2 – 1 | Juve Stabia | Stadio Agostino De Cicco\| Arbitro: \| Ambrosino (Torre del Greco) \| |
| Arbitro:                                                  | Ambrosino (Torre del Greco) |       |             |                                                                       |

| Andria 23 agosto 2000, ore 17:30 CEST 3ª giornata | Fidelis Andria    | 1 – 1 | Cavese | Stadio degli Ulivi\| Arbitro: \| Ferraro (Crotone) \| |
| Arbitro:                                          | Ferraro (Crotone) |       |        |                                                       |

| Foggia 23 agosto 2000, ore 17:00 CEST 3ª giornata | Foggia             | 0 – 1 | Sant'Anastasia | Stadio Pino Zaccheria\| Arbitro: \| Semeraro (Taranto) \| |
| Arbitro:                                          | Semeraro (Taranto) |       |                |                                                           |

| Cava de' Tirreni 27 agosto 2000, ore 20:45 CEST 4ª giornata | Cavese         | 1 – 0 | Sant'Anastasia | Stadio Simonetta Lamberti\| Arbitro: \| Ferrari (Roma) \| |
| Arbitro:                                                    | Ferrari (Roma) |       |                |                                                           |

| Andria 27 agosto 2000, ore 17:00 CEST 4ª giornata | Fidelis Andria     | 0 – 0 | Juve Stabia | Stadio degli Ulivi\| Arbitro: \| Semeraro (Taranto) \| |
| Arbitro:                                          | Semeraro (Taranto) |       |             |                                                        |

| Castellammare di Stabia 30 agosto 2000, ore 17:00 CEST 5ª giornata | Juve Stabia      | 0 – 2 | Foggia | Stadio Romeo Menti\| Arbitro: \| Rubino (Salerno) \| |
| Arbitro:                                                           | Rubino (Salerno) |       |        |                                                      |

| Sant'Anastasia 30 agosto 2000, ore 17:00 CEST 5ª giornata | Sant'Anastasia         | 4 – 1 | Fidelis Andria | Stadio Agostino De Cicco\| Arbitro: \| Evangelista (Avellino) \| |
| Arbitro:                                                  | Evangelista (Avellino) |       |                |                                                                  |

### Girone P
| Squadra             | P.ti | G | V | N | P | GF | GS | DR |
| ------------------- | ---- | - | - | - | - | -- | -- | -- |
| 1. Fasano           | 8    | 4 | 2 | 2 | 0 | 8  | 3  | +5 |
| 2. Nocerina         | 5    | 4 | 1 | 2 | 1 | 5  | 5  | +0 |
| 3. Nardò            | 5    | 4 | 1 | 2 | 1 | 4  | 7  | -3 |
| 4. Turris           | 4    | 4 | 1 | 1 | 2 | 3  | 4  | -1 |
| 5. Atletico Tricase | 3    | 4 | 0 | 3 | 1 | 4  | 5  | -1 |

| Fasano 17 agosto 2000, ore 17:00 CEST 1ª giornata | Fasano                      | 4 – 0 | Nardò | Stadio Vito Curlo\| Arbitro: \| Ambrosino (Torre del Greco) \| |
| Arbitro:                                          | Ambrosino (Torre del Greco) |       |       |                                                                |

| Tricase 17 agosto 2000, ore 17:00 CEST 1ª giornata | Tricase               | 0 – 1 | Nocerina | Stadio Comunale San Vito\| Arbitro: \| Squillace (Catanzaro) \| |
| Arbitro:                                           | Squillace (Catanzaro) |       |          |                                                                 |

| Nardò 20 agosto 2000, ore 17:00 CEST 2ª giornata | Nardò               | 2 – 2 | Nocerina | Stadio comunale\| Arbitro: \| Carlucci (Molfetta) \| |
| Arbitro:                                         | Carlucci (Molfetta) |       |          |                                                      |

| Fasano 20 agosto 2000, ore 17:00 CEST 2ª giornata | Fasano             | 1 – 0 | Turris | Stadio Vito Curlo\| Arbitro: \| Semeraro (Taranto) \| |
| Arbitro:                                          | Semeraro (Taranto) |       |        |                                                       |

| Tricase 23 agosto 2000, ore 17:00 CEST 3ª giornata | Tricase           | 2 – 2 | Fasano | Stadio Comunale San Vito\| Arbitro: \| Latella (Vicenza) \| |
| Arbitro:                                           | Latella (Vicenza) |       |        |                                                             |

| Torre del Greco 23 agosto 2000, ore 20:45 CEST 3ª giornata | Turris               | 0 – 1 | Nardò | Stadio Amerigo Liguori\| Arbitro: \| Squilace (Catanzaro) \| |
| Arbitro:                                                   | Squilace (Catanzaro) |       |       |                                                              |

| Avellino 27 agosto 2000, ore 20:30 CEST 4ª giornata | Nocerina          | 1 – 1 | Fasano | Stadio Partenio\| Arbitro: \| Herberg (Messina) \| |
| Arbitro:                                            | Herberg (Messina) |       |        |                                                    |

| Torre del Greco 27 agosto 2000, ore 20:45 CEST 4ª giornata | Turris           | 1 – 1 | Tricase | Stadio Amerigo Liguori\| Arbitro: \| Di Renzo (Ostia) \| |
| Arbitro:                                                   | Di Renzo (Ostia) |       |         |                                                          |

| Nardò 30 agosto 2000, ore 17:00 CEST 5ª giornata | Nardò             | 1 – 1 | Tricase | Stadio comunale\| Arbitro: \| Ferraro (Crotone) \| |
| Arbitro:                                         | Ferraro (Crotone) |       |         |                                                    |

| Battipaglia 30 agosto 2000, ore 17:00 CEST 5ª giornata | Nocerina          | 1 – 2 | Turris | Stadio Luigi Pastena\| Arbitro: \| Latella (Potenza) \| |
| Arbitro:                                               | Latella (Potenza) |       |        |                                                         |

### Girone Q
| Squadra             | P.ti | G | V | N | P | GF | GS | DR |
| ------------------- | ---- | - | - | - | - | -- | -- | -- |
| 1. Catania          | 8    | 4 | 2 | 2 | 0 | 4  | 2  | +2 |
| 2. Catanzaro        | 6    | 4 | 1 | 3 | 0 | 4  | 3  | +1 |
| 3. Atletico Catania | 5    | 4 | 1 | 2 | 1 | 4  | 4  | +0 |
| 4. Castrovillari    | 4    | 4 | 1 | 1 | 2 | 4  | 5  | -1 |
| 5. Taranto          | 2    | 4 | 0 | 2 | 2 | 3  | 5  | -2 |

| Arbitro: | Cirone (Palermo) |

|            |           |  |
| Marino 44’ | Marcatori |  |

| Taranto 17 agosto 2000, ore 20:45 CEST 1ª giornata | Taranto          | 1 – 1 | Atletico Catania | Stadio Erasmo Iacovone\| Arbitro: \| Rubino (Salerno) \| |
| Arbitro:                                           | Rubino (Salerno) |       |                  |                                                          |

| Catania 20 agosto 2000, ore 20:45 CEST 2ª giornata | Atletico Catania         | 0 – 1 | Catania | Stadio Cibali\| Arbitro: \| Giordano (Caltanissetta) \| |
| Arbitro:                                           | Giordano (Caltanissetta) |       |         |                                                         |

| Catanzaro 20 agosto 2000, ore 20:30 CEST 2ª giornata | Catanzaro           | 2 – 1 | Taranto | Stadio Nicola Ceravolo\| Arbitro: \| Siragusa (Acireale) \| |
| Arbitro:                                             | Siragusa (Acireale) |       |         |                                                             |

| Castrovillari 23 agosto 2000, ore 20:30 CEST 3ª giornata | Castrovillari       | 2 – 3 | Atletico Catania | Stadio Mimmo Rende\| Arbitro: \| Benedetto (Messina) \| |
| Arbitro:                                                 | Benedetto (Messina) |       |                  |                                                         |

| Catania 23 agosto 2000, ore 20:30 CEST 3ª giornata | Catania            | 1 – 1 | Catanzaro | Stadio Cibali\| Arbitro: \| Cannella (Palermo) \| |
| Arbitro:                                           | Cannella (Palermo) |       |           |                                                   |

| Catanzaro 27 agosto 2000, ore 20:30 CEST 4ª giornata | Catanzaro         | 1 – 1 | Castrovillari | Stadio Nicola Ceravolo\| Arbitro: \| Ferraro (Crotone) \| |
| Arbitro:                                             | Ferraro (Crotone) |       |               |                                                           |

| Taranto 27 agosto 2000, ore 20:30 CEST 4ª giornata | Taranto             | 1 – 1 | Catania | Stadio Erasmo Iacovone\| Arbitro: \| Carlucci (Molfetta) \| |
| Arbitro:                                           | Carlucci (Molfetta) |       |         |                                                             |

| Catania 29 agosto 2000, ore 20:30 CEST 5ª giornata | Atletico Catania  | 0 – 0 | Catanzaro | Stadio Cibali (1.488 spett.)\| Arbitro: \| Herberg (Messina) \| |
| Arbitro:                                           | Herberg (Messina) |       |           |                                                                 |

| Castrovillari 30 agosto 2000, ore 20:30 CEST 5ª giornata | Castrovillari   | 1 – 0 | Taranto | Stadio Mimmo Rende\| Arbitro: \| Dattilo (Locri) \| |
| Arbitro:                                                 | Dattilo (Locri) |       |         |                                                     |

### Girone R
| Squadra        | P.ti | G | V | N | P | GF | GS | DR |
| -------------- | ---- | - | - | - | - | -- | -- | -- |
| 1. Acireale    | 8    | 4 | 2 | 2 | 0 | 4  | 2  | +2 |
| 2. Palermo     | 7    | 4 | 2 | 1 | 1 | 8  | 4  | +4 |
| 3. Messina     | 7    | 4 | 2 | 1 | 1 | 6  | 3  | +3 |
| 4. Gela J.T.   | 6    | 4 | 2 | 0 | 2 | 2  | 5  | -3 |
| 5. Igea Virtus | 0    | 4 | 0 | 0 | 4 | 1  | 7  | -6 |

| Arbitro: | D'Aguanno (Marsala) |

|           |           |  |
| Nassi 44’ | Marcatori |  |

| Arbitro: | Santucci (Reggio Calabria) |

|                                            |           |  |
| Cappioli 30’ Belmonte 35’ La Grottería 55’ | Marcatori |  |

| Patti 20 agosto 2000, ore 17:00 CEST 2ª giornata | Igea Virtus         | 0 – 1 | Acireale | Stadio Gepy Faranda\| Arbitro: \| D'Aguanno (Marsala) \| |
| Arbitro:                                         | D'Aguanno (Marsala) |       |          |                                                          |

| Arbitro: | Dattilo (Locri) |

|                             |           |  |
| Torino 12’, 36’, 65’ (rig.) | Marcatori |  |

| Acireale 23 agosto 2000, ore 17:00 CEST 3ª giornata | Acireale                   | 1 – 1 | Messina | Stadio Tupparello\| Arbitro: \| Santucci (Reggio Calabria) \| |
| Arbitro:                                            | Santucci (Reggio Calabria) |       |         |                                                               |

| Palermo 23 agosto 2000, ore 20:30 CEST 3ª giornata | Palermo          | 4 – 0 | Gela J.T. | Stadio La Favorita\| Arbitro: \| Rubino (Salerno) \| |
| Arbitro:                                           | Rubino (Salerno) |       |           |                                                      |

| Comiso 27 agosto 2000, ore 17:00 CEST 4ª giornata | Gela J.T.       | 0 – 1 | Acireale | Stadio comunale\| Arbitro: \| Dattilo (Locri) \| |
| Arbitro:                                          | Dattilo (Locri) |       |          |                                                  |

| Messina 27 agosto 2000, ore 20:15 CEST 4ª giornata | Messina               | 2 – 1 | Igea Virtus | Stadio Giovanni Celeste\| Arbitro: \| Squillace (Catanzaro) \| |
| Arbitro:                                           | Squillace (Catanzaro) |       |             |                                                                |

| Acireale 30 agosto 2000, ore 17:00 CEST 5ª giornata | Acireale              | 1 – 1 | Palermo | Stadio Tupparello\| Arbitro: \| Squillace (Catanzaro) \| |
| Arbitro:                                            | Squillace (Catanzaro) |       |         |                                                          |

| Barcellona Pozzo di Gotto 30 agosto 2000, ore 17:00 CEST 5ª giornata | Igea Virtus        | 0 – 1 | Gela J.T. | Stadio Carlo Stagno d'Alcontres\| Arbitro: \| Cannella (Palermo) \| |
| Arbitro:                                                             | Cannella (Palermo) |       |           |                                                                     |

## Fase ad eliminazione diretta

### Sedicesimi di finale
| Squadra 1      | Totale | Squadra 2       | Andata     | Ritorno         |
| -------------- | ------ | --------------- | ---------- | --------------- |
|                |        |                 | 04.10.2000 | 01.11.2000      |
| Acireale       | 1 - 2  | Catania         | 1 - 0      | 0 - 2           |
| Benevento      | 2 - 2  | Ascoli          | 1 - 1      | 1 - 1 (5-6 dcr) |
| Brescello      | 3 - 1  | Mestre          | 2 - 1      | 1 - 0           |
| Cavese         | 1 - 3  | Savoia          | 0 - 0      | 1 - 3           |
| Campobasso     | 1 - 2  | Palermo         | 0 - 1      | 1 - 1 (dts)     |
| Fermana        | 2 - 6  | Cesena          | 1 - 4      | 1 - 2           |
| Giulianova     | 3 - 3  | Fasano          | 1 - 1      | 2 - 2           |
| Gubbio         | 2 - 4  | Lucchese        | 1 - 3      | 1 - 1           |
| Lodigiani      | 2 - 7  | Spezia          | 2 - 2      | 0 - 5           |
| Lumezzane      | 4 - 4  | Pro Vercelli    | 1 - 2      | 3 - 2           |
| Modena         | 6 - 3  | Vis Pesaro      | 5 - 3      | 1 - 0           |
| Montichiari    | 3 - 2  | Alzano Virescit | 1 - 1      | 2 - 1           |
| Pisa           | 4 - 2  | Viterbese       | 1 - 0      | 3 - 2           |
| Prato          | 3 - 2  | Livorno         | 2 - 1      | 1 - 1           |
| Sant'Anastasia | 2 - 4  | Avellino        | 1 - 1      | 1 - 3 (dts)     |
| Varese         | 6 - 2  | Legnano         | 3 - 1      | 3 - 1           |

#### andata
| Arbitro: | D'Aguanno (Marsala) |

|                 |           |  |
| Orfei 4’ (aut.) | Marcatori |  |

| Arbitro: | Lombardi (Lanciano) |

|              |           |                     |
| Caterino 84’ | Marcatori | 65’ (rig.) Ghizzani |

| Arbitro: | Valensin (Milano) |

|                                 |           |                     |
| Mazzocchi 49’ Giglio 53’ (rig.) | Marcatori | 17’ (aut.) Paoletti |

| Cava de' Tirreni 4 ottobre 2000, ore 20:45 CEST Sedicesimi di finale - andata | Cavese              | 0 – 0 referto | Savoia | Stadio Simonetta Lamberti (circa 1.500 spett.)\| Arbitro: \| Carlucci (Molfetta) \| |
| Arbitro:                                                                      | Carlucci (Molfetta) |               |        |                                                                                     |

| Arbitro: | Ambrosino (Torre del Greco) |

|  |           |                |
|  | Marcatori | 45+1’ Belmonte |

| Arbitro: | Angrisani (Salerno) |

|              |           |                                                   |
| De Sanzo 80’ | Marcatori | 6’ (aut.) Pazzi 44’ Chiaretti 48’ Taldo 74’ Bondi |

| Arbitro: | Nicoletti (Macerata) |

|             |           |                 |
| De Vito 46’ | Marcatori | 19’ Broccanello |

| Arbitro: | G. Rossi (Rimini) |

|                   |           |                                    |
| Spilli 90’ (rig.) | Marcatori | 8’ Giraldi 30’ Capuano 46’ Ferrari |

| Arbitro: | Niccolai (Livorno) |

|                         |           |                            |
| Polani 34’ De Cecco 73’ | Marcatori | 55’ Chiappara 90+2’ Carlet |

| Arbitro: | Giammillaro (Messina) |

|                  |           |                      |
| Fabio Alteri 44’ | Marcatori | 53’ Turi 69’ M. Sala |

| Arbitro: | Benedetti (Vicenza) |

|                                                         |           |                                         |
| Califano 22’, 45’ (rig.) Fabbrini 64’, 79’ Balestri 65’ | Marcatori | 11’, 77’ Segarelli 36’ (rig.) Pittaluga |

| Arbitro: | Tonolini (Milano) |

|            |           |              |
| Galassi 4’ | Marcatori | 90+1’ Myrtaj |

| Arbitro: | Liberti (Genova) |

|                 |           |  |
| Bertoncelli 19’ | Marcatori |  |

| Arbitro: | Rizzoli (Bologna) |

|                       |           |           |
| Abate 25’ Cellini 49’ | Marcatori | 19’ Falco |

| Arbitro: | Latella (Potenza) |

|                       |           |             |
| Acampora 90+2’ (rig.) | Marcatori | 76’ Tudisco |

| Arbitro: | Marchesi (Bergamo) |

|                                  |           |                      |
| Fava Passaro 37’, 39’ Foglia 64’ | Marcatori | 35’ (rig.) Galbusera |

#### ritorno
| Arbitro: | Cirone (Palermo) |

|                            |           |  |
| Cicconi 17’ Capparella 85’ | Marcatori |  |

| Arbitro: | Palanca (Roma) |

|                                                  |                      |                |
| De Feudis 88’                                    | Marcatori            | 77’ De Angelis |
| Fontana Monticciolo De Feudis Ogliari Passiatore | Tiri di rigore 5 – 4 | ??? Mariani    |

| Arbitro: | Cruciani (Pesaro) |

|  |           |               |
|  | Marcatori | 59’ C. Protti |

| Arbitro: | Ardito (Bari) |

|                                        |           |                |
| Federici 88’, 90+5’ Marta 90+4’ (rig.) | Marcatori | 55’ De Carolis |

| Arbitro: | Santucci (Reggio Calabria) |

|                  |           |            |
| Di Vincenzo 117’ | Marcatori | 74’ Corona |

| Arbitro: | Cavallaro (Legnago) |

|                          |           |              |
| Bondi 28’ Pensalfini 45’ | Marcatori | 67’ Smerilli |

| Arbitro: | Ferraro (Crotone) |

|                          |           |                              |
| Doria 31’ M. Cassano 42’ | Marcatori | 35’ Ferrigno 79’ Di Domenico |

| Arbitro: | Micoli (Tivoli) |

|             |           |                 |
| Redavid 17’ | Marcatori | 11’ Della Morte |

| Arbitro: | Ciampi (Pisa) |

|                                               |           |  |
| Zaniolo 28’, 43’ Agostini 41’, 74’ Carlet 71’ | Marcatori |  |

| Arbitro: | Vicinanza (Albenga) |

|                          |           |                                   |
| Valsesia 24’ Andorno 61’ | Marcatori | 35’ Campana 43’ Buscè 80’ Beretta |

| Arbitro: | Romeo (Verona) |

|  |           |              |
|  | Marcatori | 84’ Veronese |

| Arbitro: | Cuttica (Alessandria) |

|                    |           |                                 |
| M. Sala 67’ (rig.) | Marcatori | 28’ Menassi 53’ (rig.) Botteghi |

| Arbitro: | Evangelista (Avellino) |

|                         |           |                              |
| Zappella 1’ Florean 79’ | Marcatori | 4’ Costanzo 25’, 30’ Massaro |

| Arbitro: | Bergonzi (Genova) |

|               |           |             |
| I. Protti 51’ | Marcatori | 64’ Cellini |

| Arbitro: | Rubino (Salerno) |

|                                        |           |               |
| Silvestri 87’ Ignoffo 109’ Mendil 115’ | Marcatori | 8’ Mortelliti |

| Arbitro: | Giachero (Pinerolo) |

|              |           |                                     |
| Buzzetti 74’ | Marcatori | 47’ Fava Passaro 49’, 59’ Cavicchia |

### Ottavi di finale
| Squadra 1   | Totale | Squadra 2  | Andata     | Ritorno    |
| ----------- | ------ | ---------- | ---------- | ---------- |
|             |        |            | 29.11.2000 | 13.12.2000 |
| Ascoli      | 4 - 2  | Giulianova | 2 - 0      | 2 - 2      |
| Avellino    | 2 - 1  | Savoia     | 1 - 0      | 1 - 1      |
| Lumezzane   | 3 - 2  | Varese     | 1 - 1      | 2 - 1      |
| Modena      | 2 - 1  | Cesena     | 0 - 1      | 2 - 0      |
| Montichiari | 1 - 5  | Brescello  | 1 - 2      | 0 - 3      |
| Palermo     | 2 - 3  | Catania    | 1 - 1      | 1 - 2      |
| Prato       | 5 - 3  | Pisa       | 3 - 1      | 2 - 2      |
| Spezia      | 3 - 0  | Lucchese   | 1 - 0      | 2 - 0      |

#### andata
| Ascoli Piceno 29 novembre 2000, ore 14:30 CET Ottavi di finale - andata | Ascoli         | 2 – 0 | Giulianova | Stadio Cino e Lillo Del Duca\| Arbitro: \| Ferrari (Roma) \| |
| Arbitro:                                                                | Ferrari (Roma) |       |            |                                                              |

| Avellino 29 novembre 2000, ore 14:30 CET Ottavi di finale - andata | Avellino              | 1 – 0 | Savoia | Stadio Partenio\| Arbitro: \| Squillace (Catanzaro) \| |
| Arbitro:                                                           | Squillace (Catanzaro) |       |        |                                                        |

| Lumezzane 29 novembre 2000, ore 14:30 CET Ottavi di finale - andata | Lumezzane         | 1 – 1 | Varese | Stadio Tullio Saleri\| Arbitro: \| Belloli (Bergamo) \| |
| Arbitro:                                                            | Belloli (Bergamo) |       |        |                                                         |

| Arbitro: | Girardi (San Donà di Piave) |

|  |           |           |
|  | Marcatori | 45’ Taldo |

| Montichiari 29 novembre 2000, ore 14:30 CET Ottavi di finale - andata | Montichiari    | 1 – 2 | Brescello | Stadio Romeo Menti\| Arbitro: \| Zenere (Schio) \| |
| Arbitro:                                                              | Zenere (Schio) |       |           |                                                    |

| Arbitro: | Benedetto (Messina) |

|                |           |                  |
| Maggiolini 27’ | Marcatori | 22’ Karasavvidis |

| Prato 29 novembre 2000, ore 14:30 CET Ottavi di finale - andata | Prato               | 3 – 1 | Pisa | Stadio Lungobisenzio\| Arbitro: \| Lambertni (Bologna) \| |
| Arbitro:                                                        | Lambertni (Bologna) |       |      |                                                           |

| Arbitro: | Cenni (Imola) |

|             |           |  |
| Melucci 85’ | Marcatori |  |

#### ritorno
| Giulianova 13 dicembre 2000, ore 14:30 CET Ottavi di finale - ritorno | Giulianova        | 2 – 2 | Ascoli | Stadio Rubens Fadini\| Arbitro: \| G. Rossi (Rimini) \| |
| Arbitro:                                                              | G. Rossi (Rimini) |       |        |                                                         |

| Torre Annunziata 13 dicembre 2000, ore 14:30 CET Ottavi di finale - ritorno | Savoia          | 1 – 1 | Avellino | Stadio Alfredo Giraud\| Arbitro: \| Dattilo (Locri) \| |
| Arbitro:                                                                    | Dattilo (Locri) |       |          |                                                        |

| Varese 10 gennaio 2001, ore 14:30 CET Ottavi di finale - ritorno | Varese                 | 1 – 2 | Lumezzane | Stadio Franco Ossola\| Arbitro: \| M. Mazzoleni (Bergamo) \| |
| Arbitro:                                                         | M. Mazzoleni (Bergamo) |       |           |                                                              |

| Arbitro: | Niccolai (Livorno) |

|  |           |                           |
|  | Marcatori | 40’ (rig.), 71’ Milanetto |

| Reggio Emilia 13 dicembre 2000, ore 14:30 CET Ottavi di finale - ritorno | Brescello        | 3 – 0 | Montichiari | Stadio Mirabello\| Arbitro: \| Liberti (Genova) \| |
| Arbitro:                                                                 | Liberti (Genova) |       |             |                                                    |

| Arbitro: | Palanca (Roma) |

|                             |           |                         |
| Copparella 81’ Turchi 90+1’ | Marcatori | 72’ (rig.) La Grotteria |

| Pisa 13 dicembre 2000, ore 14:30 CET Ottavi di finale - ritorno | Pisa            | 2 – 2 | Prato | Stadio Romeo Anconetani\| Arbitro: \| Ioseffi (Siena) \| |
| Arbitro:                                                        | Ioseffi (Siena) |       |       |                                                          |

| Arbitro: | Rizzoli (Bologna) |

|  |           |              |
|  | Marcatori | 70’ Agostini |

### Quarti di finale
| Squadra 1 | Totale | Squadra 2 | Andata     | Ritorno         |
| --------- | ------ | --------- | ---------- | --------------- |
|           |        |           | 24.01.2001 | 07.02.2001      |
| Ascoli    | 0 - 1  | Lumezzane | 0 - 1      | 0 - 0           |
| Modena    | 1 - 0  | Avellino  | 0 - 0      | 1 - 0           |
| Spezia    | 2 - 2  | Prato     | 2 - 1      | 0 - 1           |
| Catania   | 2 - 2  | Brescello | 1 - 1      | 1 - 1 (3-5 dcr) |

#### andata
| Arbitro: | Cenni (Imola) |

|  |           |             |
|  | Marcatori | 32’ Ogliari |

| Modena 24 gennaio 2001, ore 14:30 CET Quarti di finale - andata | Modena        | 0 – 0 referto | Avellino | Stadio Alberto Braglia (circa 500 spett.)\| Arbitro: \| Ciampi (Pisa) \| |
| Arbitro:                                                        | Ciampi (Pisa) |               |          |                                                                          |

| Arbitro: | Valensin (Milano) |

|                          |           |           |
| Cantone 24’ Agostini 55’ | Marcatori | 34’ Abate |

| Arbitro: | Ferraro (Crotone) |

|                    |           |                |
| Ambrosi 69’ (rig.) | Marcatori | 57’ C. Corradi |

#### ritorno
| Lumezzane 7 febbraio 2001, ore 14:30 CET Quarti di finale - ritorno | Lumezzane           | 0 – 0 referto | Ascoli | Nuovo Stadio Comunale (circa 200 spett.)\| Arbitro: \| Benedetti (Vicenza) \| |
| Arbitro:                                                            | Benedetti (Vicenza) |               |        |                                                                               |

| Arbitro: | Giannoccaro (Lecce) |

|  |           |              |
|  | Marcatori | 74’ Fabbrini |

| Arbitro: | P.C. Rossi (Forlì) |

|                     |           |  |
| Anzalone 37’ (aut.) | Marcatori |  |

| Arbitro: | Vicinanza (Albenga) |

|                                        |                      |                                         |
| Piccioni 54’                           | Marcatori            | 16’ De Silvestro                        |
| Fusani Giglio Pedotti Gentile Piccioni | Tiri di rigore 5 – 3 | Napolioni R. Corradi Zeoli Karasavvidis |

### Semifinali
| Squadra 1 | Totale | Squadra 2 | Andata | Ritorno |
| --------- | ------ | --------- | ------ | ------- |
| Brescello | 2 - 2  | Prato     | 2 - 1  | 0 - 1   |
| Modena    | 1 - 6  | Lumezzane | 1 - 1  | 0 - 5   |

#### andata
| Arbitro: | Tonolini (Milano) |

|                          |           |            |
| Giglio 59’ C. Protti 62’ | Marcatori | 53’ Bonomi |

| Arbitro: | Niccolai (Livorno) |

|            |           |             |
| Pinton 43’ | Marcatori | 3’ Guidetti |

#### ritorno
| Arbitro: | Bergonzi (Genova) |

|            |           |  |
| Desole 67’ | Marcatori |  |

| Arbitro: | Ponzalli (Firenze) |

|                                                             |           |  |
| Buscè 37’ Guidetti 43’ Ghizzani 50’ Campana 52’ Beretta 84’ | Marcatori |  |

### Finale
| Squadra 1 | Totale | Squadra 2 | Andata | Ritorno |
| --------- | ------ | --------- | ------ | ------- |
| Prato     | 3 - 1  | Lumezzane | 2 - 1  | 1 - 0   |

| Arbitro: | Carlucci (Molfetta) |

| |            | |
| Pelatti 28’ Brunetti 65’ | Marcatori  | 4’ Ghizzani |
| Toccafondi Volpe Pagliai Bucchioni Lamma Desole (Minelli dal 41' s.t.) Padoin Serrapica Gori (Morfeo dal 7' s.t.) Pelatti (Fiore dal 35' s.t.) Brunetti | Formazioni | Benussi Campana Bruni Chiecchi (Beretta dal 28' s.t.) Trapella (Donà dal 22' s.t.) Soligo Boscolo Sella Buscè Ghizzani Guidetti (Cossu dall'11' s.t.) |
| Esposito | Allenatori | D'Astoli |

| Arbitro: | Cuttica (Alessandria) |

| |            | |
| | Marcatori  | 67’ Padoin |
| Benussi Buscè Campana Crippa Trapella (Donà dal 10' s.t.) Soligo Boscolo (Zanoletti dal 15' s.t.) Sella (Beretta dal 22' s.t.) Cossu Ghizzani Guidetti | Formazioni | Giaroli Volpe Bucchioni Lamma Pagliai Desole (Cellini dal 33' s.t.) Serrapica (Bonatti dal 30' s.t.) Morfeo Padoin Pelatti (Gori dal 44' s.t.) Brunetti |
| D'Astoli | Allenatori | Esposito |